# Kapoetsensijs
De kapoetsensijs (Spinus cucullatus synoniem: Carduelis cucullata) is een vogel uit de familie Fringillidae. Het is een bedreigde vogelsoort uit het noorden van Zuid-Amerika. Er bestaat een uitgebreide handel in kapoetsensijzen om deze als volièrevogel te houden.

## Uiterlijke kenmerken
De vogel heeft een lengte van 10 tot 11 cm. De kapoetsensijs is de enige soort in het geslacht Spinus die voornamelijk rood is. De mannetjes  zijn felrood en hebben een intens zwarte kop. De vrouwtjes hebben een overwegend vale, roodachtige kleur en een grijze kop.

## Voedsel
De vogel eet voornamelijk kleine zaden van verschillende soorten grassen, struiken en bomen maar ook delen van planten en bloemhoofdjes en de vruchten van cactussen en wilde vijgenbomen.

## Verspreiding en leefgebied
Deze soort komt voor in Venezuela en Colombia. De soort is erg zeldzaam en er zijn in Venezuela en Colombia nog maar enkele (kleine) populaties te vinden. In 2000 werd in het zuidwesten van Brits Guyana een nieuwe populatie ontdekt. Verder zijn in het verleden vogels geïntroduceerd in Puerto Rico. De soort komt voor in half open, vrij droge tropische loofbossen in heuvellandschap tussen de 300 en 1200 m boven zeeniveau en in Guyana vooral in savannegebied, waar zij buiten de broedtijd in grote groepen vormen.

## Voortplanting
De vogels nestelen  in losse kolonies in 25 m hoge bomen of in dicht struikgewas op 5 tot 7 m hoogte. Daarin maken ze een nest met een vrij diepe nestkom die wordt bekleed met katoenachtige vezels. Er worden drie tot vijf eitjes gelegd die alleen door het vrouwtje worden bebroed en uitkomen na 11 tot 13 dagen. De jongen vliegen na 14 tot 16 dagen uit.

## Status
Van deze soort sijs zijn nog 1500 tot 7000 volwassen vogels op de wereld en dit aantal neemt nog steeds af. De oorzaak is illegale vogelvangst voor de handel in volièrevogels. De handel van uit de natuur gevangen vogels is verboden krachtens de "overeenkomst inzake de internationale handel in bedreigde soorten wilde dieren" (CITES Bijlage  I). Een ander gevaar is aantasting en versnippering van het leefgebied door intensivering van de landbouw. Door de ontdekking van een nieuwe populatie in Guyana kon de schatting van de populatie naar boven toe worden bijgesteld, maar desondanks staat de vogel als bedreigd op de Rode Lijst van de IUCN.